# Berquist Ridge
Berquist Ridge ist ein bis zu 1055 m hoher und kurvenreicher Gebirgskamm im westantarktischen Queen Elizabeth Land. In der Neptune Range der Pensacola Mountains erstreckt er sich ausgehend vom Verbindungspunkt mit dem Gebirgskamm Madey Ridge in westlicher Richtung über eine Länge von 13 km.
Der United States Geological Survey kartierte ihn anhand von Vermessungen und Luftaufnahmen der United States Navy zwischen 1956 und 1966. Das Advisory Committee on Antarctic Names benannte ihn 1968 nach Robert M. Berquist, Fotograf auf der Ellsworth-Station im antarktischen Winter 1958.